# Hilmar Schmitt
Hilmar Schmitt (* 28. Dezember 1942 in Aschaffenburg) ist ein deutscher Politiker (SPD).
Schmitt machte sein Abitur am Friedrich-Dessauer-Gymnasium Aschaffenburg und studierte Philosophie und Rechtswissenschaften in Erlangen, Würzburg und an der Verwaltungshochschule Speyer. Zwei Studienaufenthalte führten ihn in den Iran und nach Marokko. Er war politischer Referent im Allgemeinen Studentenausschuss der Friedrich-Alexander-Universität Erlangen-Nürnberg. Von Beruf war Schmitt selbständiger Rechtsanwalt. Er war Gründungsvorsitzender des Arbeiter-Samariter-Bunds Aschaffenburg, Vorstandsmitglied des Mietervereins Aschaffenburg und Ehrenvorsitzender der griechischen Gemeinde in Aschaffenburg.
1965 wurde Schmitt Mitglied der SPD. Er war Bezirksvorsitzender der Jungsozialisten Franken, Vorsitzender des SPD-Unterbezirks Aschaffenburg und stellvertretender Vorsitzender des SPD-Bezirks Unterfranken. Ab 1972 war er Mitglied des Stadtrats Aschaffenburg, wo er von 1975 bis 1983 Fraktionsvorsitzender war. Von 1978 bis 1998 war er Mitglied des Bayerischen Landtags.